# Seznam představitelů Jihlavy
Toto je seznam představitelů města Jihlava od roku 1268, kdy se v historických dokumentech objevuje jméno prvního čelného představitele Jihlavy, rychtáře Jindřicha Pechervola. Rychtáři v čele města stáli do roku 1786, kdy byla funkce zrušena a nahrazena purkmistrem. Od roku 1850 se nejvyšší představitel města nazýval starosta. V letech 1945–1990 v čele Jihlavy stanul předseda městského výboru (dříve revolučního, poté místního a posléze jednotného). Od roku 1990 se funkce vrátila k předchozímu pojmenování – starosta. Od roku 2000, kdy se Jihlava stala statutárním městem, v čele městské rady stojí primátor.

## Rychtáři
- Jindřich Pechervol (1268)[1]
- Berthold (1293, 1288)[1]
- Zebota (1307)[1]
- Jakub a Jan Pilgramerové – Pilgramerové drželi rychtu od roku 1373 až do konce 15. století[2]
- Jan Rudolf Haidler z Bukové (1623–1629)[3]
- Jan Höffer ze Šparberka (1629–1639)[4]
- Bedřich Freisleben z Bischofshofenu (1640–1648)[4]
- Martin Silvestr Cziulak (1649–1662)[4]
- Lukáš Vojtěch Riesenfelder z Riesenfeldu (1663–1665)[4]
- Petr Julius Pauspertl z Drachentálu (1666–1673)[4]
- Ludvík Augustin Riesenfelder z Riesenfeldu (1674–1703)[4]
- Jiří Antonín Krumbholz z Rosenfeldu (1704–1724)[5]
- Martin Josef Leupold z Löwenthalu (1724–1734)[5]
- Johann Dominik Helmann (1734–1748)[5]
- Josef Kornritter z Ehrenhalmu (1748)[5]
- Jan Bedřich Castrin ze Švanova (1749–1770)[5]
- Jan Václav z Ertlů (1770–1786) – poté funkce zrušena[5]

## Purkmistři
- Jakub Gosko ze Sachsentálu (1786–1802)[6]
- Leopold Ulrich (1802–1804)[6]
- Johann Wessley (1804–1816)[6]
- Anton Alois Keller (1816–1825)[6]
- Vincenc Gattoni (1825–1849)[6]

## Starostové v letech 1850–1945
- Johann Ertl (10. leden–2. červenec 1850) – (prozatímní starosta)[7]
- Peter Ernst Leupold z Löwenthalu (1850–1857)[8]
- Jakob Sitka (1857–1863)[9]
- Peter Ernst Leupold z Löwenthalu (1863–1871)[9]
- Johann Merta von Mährentreu (1871–1874)[9]
- Josef Stäger (22. července 1874–1887)[10]
- Friedrich Popelak (1887–1904)[11]
- Vinzenz Inderka (1904–1918)[12]
- František Hovůrka (1918–1920)[8]
- Dominik Koráb (podzim 1920), vládní komisař[13]
- Othmar Oberrenner (9. května 1921–1923)[14]
- Josef Výborný (15. prosince 1923–1925), vládní komisař[15]
- Rudolf Veverka (1925–1933[9]) – 1. český starosta[11]
- Viktor Kousal (únor 1933–červen 1936)[11]
- Pavel Havránek (1936–1939)
- Karel Urban (30. ledna 1939-1939)[16]
- Franz Brunner (15. března 1939–2. května 1939) – vládní komisař[17]
- Leo Engelmann (2. května 1939[18]–1942), vládní komisař [17]
- dr. Franz Czerwinka (1942–5. května 1945), vládní komisař[17]

## Předsedové národního výboru v letech 1945–1990
- František Hons (6. května 1945–2. června 1945), předseda Revolučního národního výboru[19]
- César Grimmich (2. června 1945–1. července 1946), předseda místního národního výboru[20]
- Ludvík Čutka (1. července 1946–4. srpna 1948)
- Jaroslav Nosek (4. srpna 1948–2. listopadu 1949), od 26. června 1949 předseda Jednotného národního výboru[21]
- Helena Zimáková (2. listopadu 1949–16. dubna 1952)[21]
- Karel Holub (16. dubna 1952–22. května 1954)[21]
- Adolf Zronek (22. května 1954–1964) – předseda Městského národního výboru[21]
- Antonín Přibyl (1964–1971)[21]
- Karel Prchal (1971–1976)[21]
- Oldřich Havrda (1976–1985)[21]
- Karel Havlíček (1985–1990)[21]
- Daniela Brodská (28. února–5. prosince 1990)[21]

## Starostové 1990–2000
- Daniela Brodská (5. prosince 1990–září 1991)[22]
- František Dohnal (1991–1998)
- Vratislav Výborný (1998–2000) (v roce 2000 název funkce změněn na primátora)

## Primátoři od roku 2000
- Vratislav Výborný (2000–2004)
- Vladimír Hink (2004–2006)
- Jaroslav Vymazal (2006–2014)
- Rudolf Chloupek (2014–2018)
- Karolína Koubová (2018–2022)
- Petr Ryška (od 2022)